# Politica externă a lui Mircea cel Bătrân

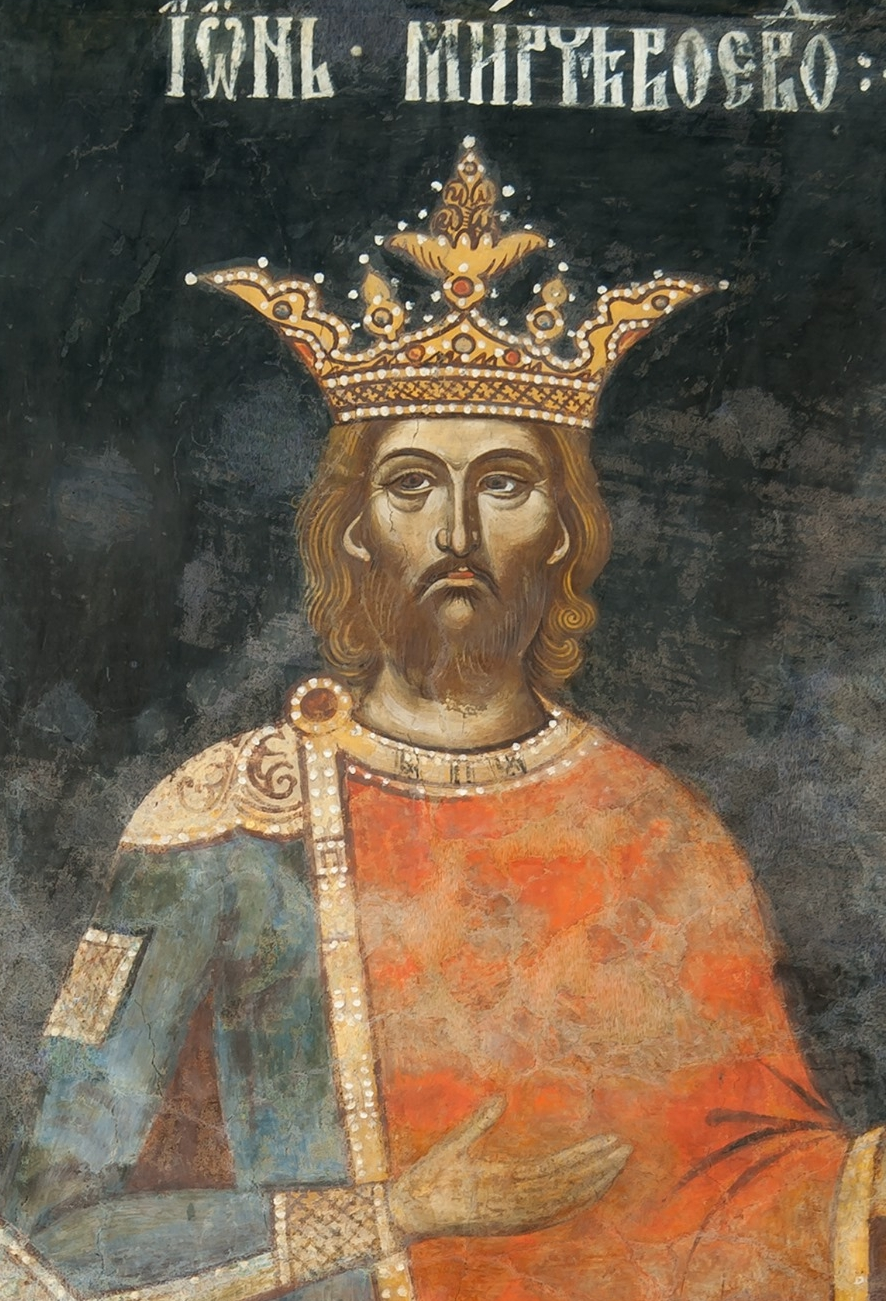
Mircea cel Bătrân

Secolul al XIV-lea a adus importante modificări în statutul politic și juridic al Țărilor Române în relațiile internaționale. Intrarea Țărilor Române în sfera de interes și influență a Imperiului Otoman a însemnat antrenarea spațiului românesc într-o dispută politică și militară între marile puteri din regiune: Regatul Ungariei, Regatul Poloniei și Imperiul Otoman. Dacă primele decenii ale existenței statale a românilor s-au desfășurat sub semnul disputelor dintre Ungaria, Polonia și Hoarda de Aur, stabilirea hotarelor imperiului semilunii pe Dunăre a adus un actor nou și foarte puternic pe scena politică și militară a sud-estului Europei.
Primele contacte militare dintre români și turci s-au consumat în timpul lui Vladislav Vlaicu, probabil în 1369, când steaguri românești au luptat împreună cu cele maghiare împotriva turcilor aliați cu bulgarii în sudul Dunării. Posibil ca să fi urmat o perioadă de negocieri și chiar de alianțe antimaghiare, pentru că în 1374 domnul român era acuzat de un grup de boieri trădători că ar fi încheiat o înțelegere cu turcii împotriva Ungariei. Deci primele contacte româno-turce au fost în principal de ordin militar, de intensitate redusă, în condițiile în care între Țara Românească și Poartă erau statele bulgărești, cu rol de state-tampon.
Intensitatea raporturilor dintre turci și români a crescut sensibil în timpul domniei lui Mircea cel Bătrân, în condițiile în care domnul român s-a confruntat încă de la începutul domniei cu presiunea politică a regelui Ungariei, Sigismund de Luxemburg. Pentru a contracara pretențiile de suzeranitate ale regelui maghiar, moștenite de la predecesorii săi, Mircea a continuat politica de independență promovată de înaintașii săi și a încheiat un tratat de alianță defensivă cu regele Poloniei în 1389. În condițiile în care regele Poloniei, Vladislav Jagello și regele Ungariei, Sigismund de Luxemburg, ridicau reciproc pretenții asupra coroanei celuilalt, ca moștenitori ai regelui Ludovic cel Mare, între cele două state era o situație conflictuală, care s-a perpetuat pentru câteva decenii. Tratatul dintre regele polon și domnitorul român era încheiat de pe poziții egale, ca între doi suverani. Principala prevedere consta în sprijin reciproc obligatoriu împotriva dușmanului comun – regele Ungariei – și sprijinul împotriva altor inamici ai uneia dintre părți era lăsat la latitudinea celuilalt.
Mircea s-a întâlnit cu otomanii în obiectivele sale de a-și extinde autoritatea între Dunăre și Marea Neagră. Pe de altă parte, așezarea turcilor la Dunăre a deschis drumul expedițiilor de jaf ale achingiilor turci, care încep deja în 1390. Presiunea otomană l-a determinat pe țarul bulgar de la Târnovo să se supună regelui maghiar, fără să poată schimba însă cursul istoriei. A dat însă un exemplu care va fi urmat în curând de Mircea cel Bătrân.
În toamna anului 1394 Baiazid I a invadat Țara Românească. Bătălia decisivă s-a dat la Rovine și s-a soldat cu succesul militar al lui Mircea cel Bătrân. În ciuda acestei victorii, Mircea a fost alungat de pe tron de către Vlad, numit de istorici Vlad Uzurpatorul. Este primul caz în care domnul țării este schimbat datorită intervenției turcilor, un precedent care va deveni un obicei permanent în deceniile următoare.
Mircea a fost nevoit să își schimbe radical opțiunile politice și în primăvara anului 1395, în martie, a depus omagiul față de regele Ungariei, Sigismund de Luxemburg. Omagiul a fost dublat de un tratat defensiv împotriva turcilor. Sigismund de Luxemburg tocmai fusese înfrânt în iarnă în Moldova, unde încercase să îl supună pe Ștefan I al Moldovei. În ciuda acestui eșec, regele maghiar a construit o strategie antiotomană, în condițiile în care se pregătea o mare cruciadă. Inițial a trimis un corp expediționar pentru a-l reînscăuna pe Mircea, dar din cauza subestimării adversarului, campania s-a soldat cu un eșec. În iulie-august 1395 regele a venit personal în Țara Românească în fruntea unei oști maghiare și l-a repus pe tron pe Mircea. Peste câteva luni Vlad a fost reînscăunat de către turci. Vlad a refuzat propunerile suzerano-vasalice ale lui Sigismund, care era dispus să îl sacrifice pe Mircea, și a depus omagiul prin delegați față de regele Poloniei. Actul încheiat între Vlad și regele polon diferă fundamental de cel încheiat cu câțiva ani în urmă de Mircea cu același rege. Dacă în 1389 Mircea și Vladislav Jagello erau doi parteneri egali, Vlad era vasal al regelui polon. Trebuie să remarcăm că Vlad s-a închinat lui Valdislav ca potențial rege al Ungariei, în contextul în care regele polon revendica pentru el și soția sa, fiica lui Ludovic, tronul Ungariei, după ce soția lui Sigismund, Maria, cealaltă fiică a lui Ludovic, a murit. Vlad i-a recunoscut pe Valdislav și Hedviga drept regi ai Ungariei, moștenitori legali ai coroanei lui Ludovic în Ungaria.

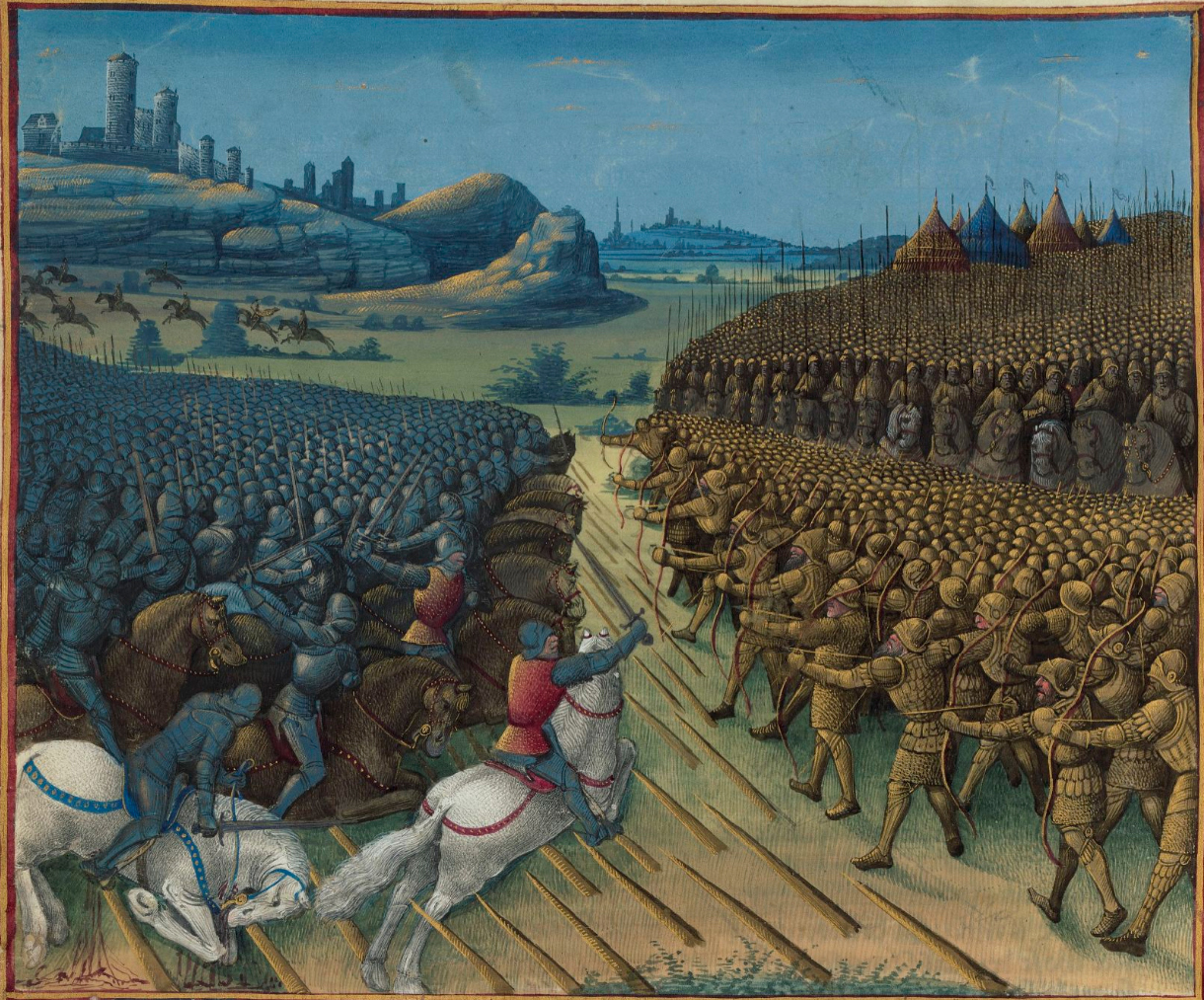
Bătălia de la Nicopole, locul unde Baiazid l-a zdrobit pe Sigismund de Luxemburg.

Prima mare bătălie între forțele creștine și otomani, care deschide seria cruciadelor târzii antiotomane, a fost cruciada de la Nicopole din 25 septembrie 1396. Eșecul creștinilor a întărit poziția lui Vlad în Țara Românească. Mircea nu a putut să asigure întoarcerea regelui Sigismund de Luxemburg prin Țara Românească. Din cauza nesiguranței drumului, regele s-a întors în Ungaria pe un drum ocolit, cu corabia pe Dunăre, apoi pe mare până la Constantinopol, a ocolit peninsula Balcanică și după câteva luni a ajuns pe coasta mării Adriatice. Pe parcurs, pe Dunăre, l-a trimis acasă pe voievodul Transilvaniei cu un grup de nobili, din regiunea Brăilei către Brașov, deci pe un drum mai scurt și folosit de negustorii brașoveni. Este evident că poziția lui Mircea a fost nefavorabilă în această perioadă și probabil că a stat în posesiunile ardelene, fie în Făgăraș, fie în cetatea Bologa de lângă Cluj. După întoarcerea în Transilvania, voievodul Știbor a mobilizat o nouă oaste cu care a intrat în Țara Românească în iarna 1396-1397, l-a capturat pe Vlad Uzurpatorul și l-a înscăunat pe Mircea cel Bătrân. 
Este evident că în acest context politic și militar Mircea cel Bătrân a acceptat suzeranitatea regelui maghiar. De altfel, după insuccesul de la Nicopole regele Sigismund de Luxemburg și-a schimbat radical viziunea supra relațiilor cu otomanii. Pe plan intern a luat măsuri de organizare a armatei, cu ocazia dietei de la Timișoara. Pe plan extern a construit un sistem de state tampon între Regatul Ungariei și Imperiul Otoman, format din Țara Românească, Serbia și Bosnia. În noua politică defensivă a regelui maghiar cele două state aveau rolul de a stopa sau cel puțin de a încetini atacul turcilor asupra Ungariei, pentru a permite mobilizarea oastei maghiare. Acest sistem defensiv bazat pe state tampon a stat la baza raporturilor dintre Ungaria și Poartă în întreg secolul al XV-lea. Fidelitatea principilor din statele tampon era garantată, teoretic cel puțin, de depunerea omagiului față de rege, care își asuma rolul de protector și care le oferea feude importante în teritoriul Ungariei. Așa cum domnii români fideli regelui stăpâneau Țara Făgărașului și Țara Amlașului, iar mai apoi și alte regiuni, despoții sârbi aveau feude importante în diverse părți ale Ungariei. Aceste posesiuni erau stăpânite pro honore, adică temporar și condiționat de credința față de rege.

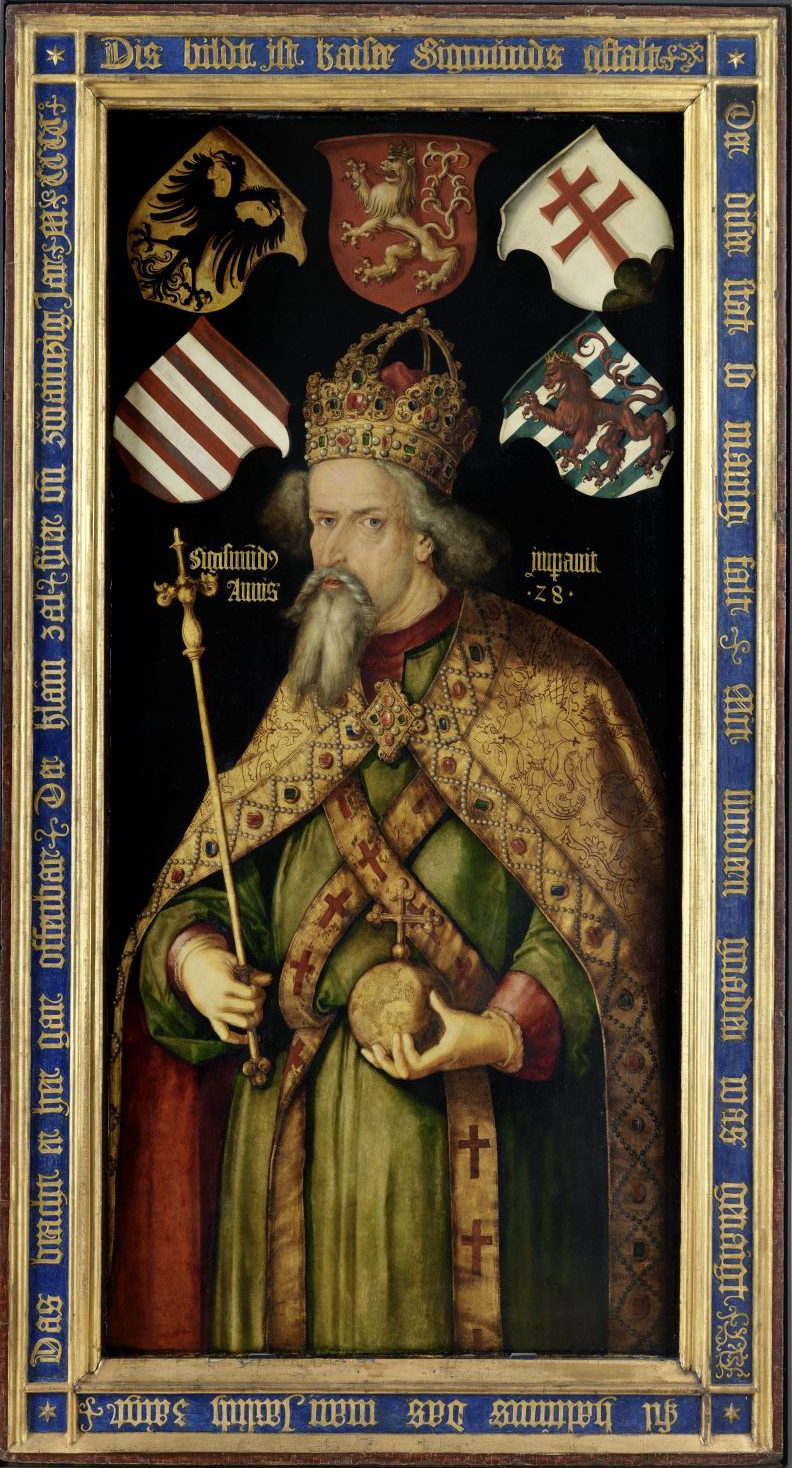
Sigismund de Luxemburg

Regele Sigismund de Luxemburg s-a implicat în problemele politice europene și după 1400 s-a abătut de la scopul cruciadei antiotomane. Interesul pentru alte coroane, ca cele ale Boemiei, ale Imperiului Romano-German, sau pentru problemele Bisericii și lupta contra ereziilor, au captat atenția regelui maghiar și doar momentele de criză în relațiile cu turcii l-au readus pe rege la granița sudică a regatului. În 1401-1403 regele s-a confruntat cu o gravă criză internă, datorită rebeliunii unei partide nobiliare care i-a contestat autoritatea. În aceste condiții, ale rebeliunii nobiliare din Ungaria și a scăderii autorității regelui Sigismund de Luxemburg, Mircea cel Bătrân a încheiat în secret un nou tratat defensiv cu regele polon împotriva regelui maghiar în 1403.
Duplicitatea diplomatică a lui Mircea a fost posibilă în condițiile în care pericolul otoman a fost îndepărtat pentru moment prin capturarea lui Baiazid la Ankara în 1402 de trupele mongole ale lui Timur Lenk. Deceniul următor a însemnat epoca de glorie a lui Mircea și afirmarea lui pe plan internațional, deoarece s-a implicat în luptele pretendenților pentru tronul otoman. Mircea și-a extins autoritatea asupra Dobrogei (se pare că a avut chiar ajutorul trupelor maghiare trimise de regele Sigismund). Deși în 1406 Mircea a confirmat omagiul cu ocazia întâlnirii cu regele maghiar la Tismana, curând Mircea a declinat această relație de vasalitate, încurajat desigur de evoluțiile internaționale favorabile. Înrăutățirea relațiilor dintre regele maghiar și domnul român este dovedită de faptul că după 1407 banatul de Severin era dat spre administrare unui demnitar maghiar, deci a fost luat de la Mircea. Voievodul român l-a sprijinit la tronul otoman pe Musa Celebi. În timpul în care trupe românești erau în sudul Dunării pentru a-l ajuta pe acesta să ocupe tronul, Mircea s-a confruntat cu presiunea militară și politică a lui Sigismund. În aceste condiții a încheiat în 1410 un nou tratat cu regele Poloniei. Acordul era formulat împotriva inamicului comun, regele maghiar, și marchează independența absolută a lui Mircea cel Bătrân în anii respectivi.
Încheierea păcii și a unui tratat la Lublin în 1412 între regele maghiar și cel polon a marcat sfârșitul epocii de independență a lui Mircea, care a fost trădat de aliatul polon. Acordul maghiaro-polon prevedea, printre altele, delimitarea sferelor de influență. Țara Românească a rămas în sfera de influență a lui Sigismund. Recunoașterea suzeranității de către Mircea este dovedită de primirea cetății Bran la scurt timp după înțelegerile polono-maghiare și de confirmarea privilegiilor comerciale ale brașovenilor. 
În cazul Moldovei, acordul dintre cei doi regi a fost mult mai drastic. Practic s-a instaurat un condominium asupra Moldovei. Domnul Moldovei era obligat să participe la campaniile antiotomane, iar în caz de refuz țara urma să fie împărțită în două între Ungaria și Polonia.
Relațiile lui Mircea cu Sigismund au evoluat în funcție de pericolul otoman. Dacă în anii 1415-1416, în paralel cu desfășurarea unor tratative de armistițiu cu noul sultan, Mehmed I, regele și domnul român au sprijinit un contracandidat, pe Mustafa. Trupe româno-maghiare au încercat să îl impună ca sultan. Eșecul acestei noi tentative de a-și impune pe tronul otoman propriul favorit l-a costa pe Mircea un atac al sultanului Mehmed I în primăvara anului 1417, când trupele turcești au reocupat Dobrogea și au intrat în Țara Românească. Potrivit cronicilor turcești, în urma acestei intervenții Mircea a fost nevoit să accepte plata unui tribut anual și a promis să își trimită fiul ca ostatic la Poartă și să îl sprijine pe sultan în campaniile militare. 
La scurt timp o oaste din Transilvania a încercat să îl readucă pe domnul român în sfera de influență a regelui maghiar. Moartea domnitorului în ianuarie 1418 a lăsat țara sub presiunea celor două puteri cu pretenții suzerane – Regatul Ungariei și Imperiul Otoman.